# Розчин ВМС-12
Розчин ВМС-12 (рос. раствор ВМС-12; англ. ВМС-12 solution; нім. Spülung f ВМС-12) – розчин алкілсульфонатів високомолекулярних спиртів (ВМС); випускається у вигляді пасти, застосовується як піногасник у вигляді 20% розчину в дизельному пальному; ефективний у розчинах будь-якої мінералізації, найкращі результати одержуються внаслідок одночасного введення ВМС-12 та піноутворювача; під час первинного оброблення вводять до 0,5 ВМС-12, під час наступних – 0,2–0,3. 